# Marcus Ljungqvist
Pour les articles homonymes, voir Ljungqvist.
Marcus Ljungqvist, né le 26 octobre 1974 à Falun, est un coureur cycliste suédois.

## Biographie
Il fait ses débuts professionnels en 1998 au sein de l'équipe italienne Cantina Tollo. Marcus Ljungqvist totalise 19 victoires dans sa carrière professionnelle.

## Palmarès
- 1996
  -  Champion de Suède sur route
  - 1re étape de Barcelone-Montpellier
- 1997
  - 2e du Tour d'Auvergne
  - 2e du Grand Prix de Monpazier
  - 2e de Paris-Barentin
- 1998
  - Champion des Pays nordiques du contre-la-montre
  - Scandinavian Open Time Trial
  - 2e étape du Tour du Japon
- 1999
  - Champion des Pays nordiques du contre-la-montre
  - Scandinavian Open Time Trial
  - 11e étape du Tour de Langkawi
  - Une étape du Tour de Levi
- 2000
  - Scandinavian Open Time Trial
  - 2e du Stadsprijs Geraardsbergen
  - 3e de Groningue-Münster
- 2001
  -  Champion de Suède sur route
  - 3e étape du Tour de Rhodes
  - 5e étape du Tour de Normandie
  - 3e étape du Tour de Rhénanie-Palatinat
  - 2e des Boucles de l'Aulne
  - 3e du Tour de Normandie
- 2002
  - Paris-Camembert
  - Route Adélie
  - Tour de Luxembourg :
    - Classement général
    - 2e étape
- 2004
  - Scandinavian Open Road Race
  - 2e du championnat de Suède sur route
- 2005
  - 4e du championnat du monde sur route
- 2006
  - 1re étape du Tour d'Espagne (contre-la-montre par équipes)
  - 2e étape de Paris-Corrèze
  - 3e du championnat de Suède du contre-la-montre
- 2007
  - Eindhoven Team Time Trial (avec CSC)
  - 2e du Tour d'Irlande
  - 2e de la Monte Paschi Eroica
- 2008
  - 1re étape du Tour de Pologne
- 2009
  -  Champion de Suède sur route

## Résultats sur les grands tours

### Tour de France
3 participations
- 1999 : 131e
- 2004 : 132e
- 2005 : 125e

### Tour d'Italie
1 participation
- 2004 : 63e

### Tour d'Espagne
3 participations
- 2005 : 113e
- 2006 : 53e
- 2007 : 43e